# Dordžpalamyn Narmandach
Dordžpalamyn Narmandach nebo Narmandach Dordžpalam (* 18. prosince 1975 Darchan) je bývalý mongolský zápasník – judista a sambista, bronzový olympijský medailista z roku 1996.

## Sportovní kariéra
S judem/sambem začínal v Erdenetu. Připravoval se v klubu Changarid. V mongolské judistické reprezentaci se prosazoval od roku 1993 v superlehké váze do 60 kg. V roce 1996 se kvalifikoval na olympijské hry v Atlantě. Ve čtvrtfinále porazil Uzbeka Alishera Muxtarova na ippon technikou uči-mata, ale v semifinále ho při nástupu do uči-maty kontroval na ippon technikou uči-mata-gaeši Japonec Tadahiro Nomura. V boji o třetí místo hodil na ippon technikou sode-curikomi-goši Natika Bagirova z Běloruska a získal bronzovou olympijskou medaili. V roce 2000 startoval na olympijských hrách v Sydney, kde vypadl ve druhém kole s Korejcem Čong Pu-kjongem kontrachvatem na ippon. Sportovní kariéru ukončil v roce 2003. Věnuje se trenérské práci.

## Výsledky
| Turnaj            | 1993            | 1994            | 1995            | 1996            | 1997            | 1998            | 1999            | 2000            | 2001            |
| Turnaj            | 18              | 19              | 20              | 21              | 22              | 23              | 24              | 25              | 26              |
| Turnaj            | superlehká váha | superlehká váha | superlehká váha | superlehká váha | superlehká váha | superlehká váha | superlehká váha | superlehká váha | superlehká váha |
| ----------------- | --------------- | --------------- | --------------- | --------------- | --------------- | --------------- | --------------- | --------------- | --------------- |
| Olympijské hry    |                 |                 |                 | 3.              |                 |                 |                 | úč.             |                 |
| Mistrovství světa | —               |                 | úč.             |                 | úč.             |                 | 5.              |                 | úč.             |
| Asijské hry       |                 | ?               |                 |                 |                 | 7.              |                 |                 |                 |
| Mistrovství Asie  | 3.              |                 | ?               | 1.              | ?               |                 | ?               | 3.              | 3.              |